# Segré
Segré là một xã thuộc tỉnh Maine-et-Loire trong vùng Pays de la Loire phía tây nước Pháp. Xã này nằm ở khu vực có độ cao trung bình 31 mét trên mực nước biển.
Thị trấn là nơi sông Verzée chảy vào sông Oudon.

## Kết nghĩa
- Ferndown, Dorset, Anh quốc